# Cimorelli
A Cimorelli egy öttagú együttes (korábban hat taggal, amit később a legfiatalabb testvér, Dani elhagyott), melynek tagjai számos ismert előadó slágerét dolgozzák fel. A zenekar öt testvérből áll, ők Christina, Katherine, Lisa, Amy, Lauren (és korábban Dani) Cimorelli. 2007-ben alakultak. A korábban Sacramentóban, most már Nashville-ben élő lányok első hivatalos videója 2009-ben került fel a YouTube-ra, amiben Miley Cyrus Party in the U.S.A. című dalát dolgozták át, ezt mára már közel kilencmillióan hallgatták meg.
Majd ezután sorra jöttek a videók egyre nagyobb sikerrel, köztük a Call me Maybe, melyet közel 33 millióan néztek már meg, vagy a What Makes You Beautiful, ami 49 milliós nézettségnél jár, illetve a Cups, ami az 54 milliót is elérte. Mára már elérték az 1.5 milliárd nézettséget a Where have you been című dal feldolgozásával.
A követőtáboruk mostanra megközelíti az 5.5 milliót.
Mostanra teljesen függetlenek, semmilyen szerződés nem köti őket kiadókhoz, kizárólag egyedül döntenek mindenről.
Zenei videókon kívül rendszeresen készítenek videókat a saját életükről, illetve a követőtáboruk kérései szerinti témákról, élőadásokat a Patreon-ban, Instagram Live-ban. Közvetlen kapcsolatot tartanak a rajongótáborral, könnyen megközelíthetőnek számítanak, rendszeresen válaszolnak üzenetekre. Híresek a pozitív életszemléletről a videókban.
Tagjai Christina (1990), Katherine (1992), Lisa (1993), Amy (1995), Lauren (1998) és Dani (2000).
Több koncertet is tartottak az USA-ban, Dél-Amerikában és Európában is.
Ezen felül együtt dolgoztak olyan híres YouTube előadókkal, mint Tyler Ward, aki hozzájuk hasonló követőtáborral rendelkezik, vagy Kurt Hugo Schnider (KHS), aki zenei témában a világ egyik legsikeresebb YouTube előadójának számít.
Saját dalaik
- Made in America
- Believe it
- Wings
- Million Bucks
- You Got Me Good
- Hello There
- Whatcha think about us
- Singing My Song
- On The Radio
- Do You Know?
- Renegade
- You're Worth It
- I Got You
- Come Over
- Everyting You Have
- What I Do
- That Girl Should Be Me
- The Way We Live
- Delaney
- I'm Mess
- Fall back
- Up at night
- Sunsets and heartbreak
- Acid rain (Never gonna stay)
- Make it stronger
- I like it
- I know you know it
- Hearts on fire
- Before oktober's gone
- Headlights
- Easy to forget me
- Brave heart
- Worth the fight
- Good enough
- One more night
- Never let me fall